# Red Bull Bragantino II
El Red Bull Bragantino II és un club de futbol professional amb seu a Bragança Paulista, São Paulo, Brasil. L'equip juga al Campeonato Paulista Série A3, la tercera categoria de la lliga estatal de futbol de São Paulo. Com que també és l'equip reserva del Red Bull Bragantino, juga al Campeonato Brasileiro sub-23 amb el nom de Red Bull Bragantino.
Fundat el 19 de novembre de 2007, el club és propietat de Red Bull GmbH. A causa del fracàs del pla per arribar a la Sèrie A, Red Bull es va associar amb el Clube Atlético Bragantino. Tot i això, Red Bull Brasil segueix actiu, funcionant com l'escola de formació del conjunt bragança paulista.